# Hvidovre IF
Der Hvidovre Idrætsforening (Idrætsforening, deutsch „Sportverein“), oft Hvidovre IF oder nur HIF genannt, ist ein dänischer Fußballverein aus der Gemeinde Hvidovre in der Peripherie Kopenhagens, der am 15. Oktober 1925 gegründet wurde.

## Bekannte Spieler
- Hans Aabech
- Mark Convery
- Johnny Hansen
- Thomas Kahlenberg
- Kenneth Brylle Larsen
- Thomas Lindrup
- Michael Manniche
- Birger Pedersen
- Kim Bendix Petersen
- Michael Proctor
- Per Røntved
- Peter Schmeichel
- Kurt Stendal

## Kader in der Saison 2024/25
Stand: 31. Mai 2025
| Nr. |                | Position | Name                     |
| --- | -------------- | -------- | ------------------------ |
| 1   | Danemark       | TW       | Theo Sander              |
| 2   | Danemark       | AB       | Daniel Stenderup         |
| 4   | Danemark       | MF       | Zamir Aliji              |
| 6   | Danemark       | MF       | Jonas Gremmer            |
| 7   | Danemark       | ST       | Jagvir Singh             |
| 8   | Danemark       | MF       | Fredrik Krogstad         |
| 9   | Danemark       | ST       | Frederik Högh            |
| 10  | Danemark       | MF       | Martin Spelmann          |
| 11  | Danemark       | MF       | Mads Kaalund             |
| 13  | Danemark       | TW       | Alfred Maslen            |
| 14  | Danemark       | MF       | Christian Greko Jacobsen |
| 15  | Nordmazedonien | AB       | Ahmet Iljazovski         |
| 16  | Danemark       | ST       | Jeffrey Adjei-Broni      |
| 17  | Danemark       | MF       | Marius Papuga            |

| Nr. |          | Position | Name               |
| --- | -------- | -------- | ------------------ |
| 18  | Danemark | MF       | Morten Knudsen     |
| 19  | Danemark | ST       | Alexander Johansen |
| 21  | Danemark | AB       | Benjamin Meibom    |
| 22  | Danemark | ST       | Andreas Smed       |
| 23  | Danemark | AB       | Nicolai Clausen    |
| 24  | Danemark | ST       | Simon Makienok     |
| 25  | Danemark | AB       | Malte Kiilerich    |
| 26  | Danemark | ST       | Emil Borella       |
| 27  | Danemark | ST       | Mathias Andreasen  |
| 28  | Danemark | AB       | Nicolaj Jungvig    |
| 29  | Danemark | TW       | Anders Ravn        |
| 30  | Danemark | AB       | Magnus Fredslund   |
| 42  | Turkei   | AB       | Mehmet Coşkun      |

## Erfolge
- Dänische Meisterschaft:
  - Meister: 1966, 1973, 1981
  - Zweiter: 1971
  - Dritter: 1970
- Dänischer Pokal:
  - Sieger: 1980

## Ligazugehörigkeiten
- 19 Saisons in der Superliga
- 17 Saisons in der 1. Division
- 14 Saisons in der 2. Division